# 唐纳德·杰克逊
唐纳德·杰克逊（英語：Donald Jackson，1940年4月2日—），加拿大男子花样滑冰运动员。他曾代表加拿大参加1960年冬季奥林匹克运动会花样滑冰比赛，获得男子单人滑铜牌。